# اسکات، بارکشر
اسکات، برکشر (به انگلیسی: Ascot, Berkshire) یک روستا و شهرک در بریتانیا است که در وینسور و میدنهد واقع شده‌است. اسکات ۱۱٬۶۰۳ نفر جمعیت دارد.